# Liophrurillus
Liophrurillus is een geslacht van spinnen uit de familie Phrurolithidae.

## Soorten
- Liophrurillus flavitarsis (Lucas, 1846)